# Marco Bonadei
Marco Bonadei (Genova, 15 ottobre 1986) è un attore e regista teatrale italiano.

## Biografia
Marco Bonadei nasce a Genova, dove trascorre infanzia e adolescenza fino al conseguimento del diploma di scuola superiore presso il Liceo Artistico Nicolò Barabino; in seguito si trasferisce a Torino dove frequenta la Scuola di formazione per attori del Teatro Stabile, diplomandosi nel 2009 sotto la direzione di Mauro Avogadro.
Nel 2010 inizia la collaborazione con il Teatro dell'Elfo di Milano, diretto da Elio De Capitani e Ferdinando Bruni.
Nel tempo prende parte a numerosi spettacoli della compagnia, tra questi vi è The History Boys, di Alan Bennett, con il quale vince il premio Ubu per la categoria miglior attore under 30 nella stagione 2010/11.
Altre opere degne di nota sono: Morte di un commesso viaggiatore di A. Miller; In piedi nel caos di Véronique Olmi; Nel Guscio (Nutshell) di I. McEwan; Moby Dick alla prova di O. Welles; Alla Greca di S. Berkoff e Sogno di una notte di mezza estate di W. Shakespeare, storica produzione dell’Elfo di cui Bonadei eredita il ruolo di Bottom per anni appartenuto a Elio De Capitani che ne cura anche la regia.
Negli anni, prende inoltre parte a diverse produzioni teatrali del regista Daniele Salvo; inoltre lavora con Marcela Serli, Daniele Pecci e Peppe Barra.
Per il grande e piccolo schermo è diretto da Antonello Grimaldi, Francesco Patierno, Monica Vullo e Alexis Sweet.
Nel 2020 interpreta il suo primo ruolo di rilievo sul grande schermo; Gabriele Salvatores lo sceglie per il personaggio di Sam Verona nel film Comedians, un cinico proprietario di night pronto a tutto pur di diventare un comico di successo.
Nel 2021 affianca il duo comico Ale e Franz nel loro programma televisivo Fuori Tema.
L'anno successivo (2022) prende parte al secondo capitolo della trilogia, tratta dal fumetto delle sorelle Giussani, Diabolik - Ginko all'attacco!, con la regia di Marco e Antonio Manetti.
Lo stesso anno prosegue la collaborazione con G. Salvatores nel film Il ritorno di Casanova, dove interpreta, al fianco di Toni Servillo, il ruolo di Lorenzo Marino, giovane regista cinematografico di successo.
È autore del format Il Menu della poesia, attivo dal 2010.
Parallelamente sviluppa lo studio della maschera sia nella creazione scultorea che nella pratica teatrale che lo porta a debuttare alla regia; in collaborazione con la coreografa e danzatrice Chiara Ameglio; degli spettacoli di teatro-danza Trieb_L’indagine (2019) e Caligula’s Party (2022), quest'ultimo liberamente ispirato al testo Caligola di A. Camus.
Nel 2023, collabora con la regista Paola Randi interpretando il ruolo del “duce” nel film La storia del Frank e della Nina; presentato alla 81ª Mostra internazionale d'arte cinematografica di Venezia nella sezione Orizzonti Extra.

## Filmografia

### Cinema
- Dimmi la verità, regia di Daniele Segre (2006)
- Elena, (Mediometraggio) regia di Salvo Bitonti (2007)
- La gente che sta bene, regia di Francesco Patierno (2013)
- Gong, (cortometraggio) regia di Giovanni Battista Origo (2017)
- Comedians, regia di Gabriele Salvatores (2020)
- Diabolik - Ginko all'attacco!, regia di Marco e Antonio Manetti (2021)
- Il ritorno di Casanova, regia di Gabriele Salvatores (2022)
- La storia del Frank e della Nina, regia di Paola Randi (2024)

### Televisione
- Intelligence, (miniserie Tv) regia di Alexis Sweet (2008)
- Il Mostro di Firenze, (miniserie Tv) regia di Antonello Grimaldi (2009)
- Un passo dal cielo (terza stagione), (miniserie Tv) regia di Monica Vullo (2014)
- Baciato dal sole, (miniserie Tv) regia di Antonello Grimaldi (2014)
- Fuori Tema, (programma tv) di Ale e Franz. Regia di Elia Castangia (2021)

## Teatro

### Attore
- Canti dall’inferno, Regia di Davide Livermore - Teatro Stabile di Torino - Teatro Regio (2007)
- Histoire du Soldat, di I. Stravinskij . Regia di Mauro Avogadro - Teatro Stabile di Torino (2008)
- L’Incorruttibile, di H. V. Hoffmannstahl . Regia di Mauro Avogadro - Teatro Stabile di Torino (2008)
- Tre de Musset, di A. de Musset . Regia di Mauro Avogadro - Teatro Stabile di Torino (2008)
- L'Istruttoria, di Peter Weiss . Regia di Daniele Salvo - Teatro Stabile di Torino (2009)
- La Crociata dei Bambini di Strada, da J. S. Sinisterra . Regia di Domenico Polidoro - Teatro Stabile di Torino (2009)
- Otello, di W. Shakespeare . Regia di Daniele Salvo - Silvano Toti Globe Theatre - Politeama srl (2009)
- Aiace, di Sofocle . Regia di Daniele Salvo - INDA Istituto Nazionale del Dramma Antico (2010)
- Sogno di una notte di mezza estate, di W. Shakespeare . Regia di Elio de Capitani – Teatridhitalia (2010)
- Uno strano caso, di e con Alessandro Fullin (2010)
- Gramsci a Turi, di A. Tarantino . Regia di Daniele Salvo - Fahrenheit 451 (2011)
- The History Boys, di A. Bennett . Regia di Ferdinando Bruni e Elio de Capitani – Teatridhitalia (2010)[3]
- La Discesa di Orfeo, di T. Williams . Regia di Elio de Capitani – Teatridhitalia (2011)
- La Tempesta, di W. Shakespeare . Regia di Daniele Salvo - Silvano Toti Globe Theatre - Politeama srl (2011)
- Terra di confine, da A. Oz . Regia di Daniele Salvo - Fahrenheit 451 Teatri di Pietra (2011)
- Giulio Cesare, di W. Shakespeare . Regia di Daniele Salvo - Silvano Toti Globe Theatre - Politeama srl (2012)
- Edipo Re, di Sofocle . Regia di Daniele Salvo - INDA Istituto Nazionale del Dramma Antico (2013)
- Re Lear, di W. Shakespeare . Regia di Daniele Salvo - Silvano Toti Globe Theatre - Politeama srl (2013)
- Riccardo III, di W. Shakespeare . Regia di Marco Carniti - Silvano Toti Globe Theatre - Politeama srl (2013)
- Morte di un commesso viaggiatore, di A. Miller . Regia di Elio de Capitani  - Teatridhitalia (2014)[4]
- Homini, di A. Amoretti e Marcela Serli. Regia di Marcela Serli – Compagnia Atopos (2015)
- Harper Regan, di S. Stephens . Regia di Elio de Capitani – Teatridhitalia (2016)
- Enrico V, di W. Shakespeare . Regia di Daniele Pecci  - Politeama srl (2017)
- Macbeth, di W. Shakespeare . Regia di Daniele Salvo - Politeama srl (2017)
- La Cantata dei pastori, di P. Barra e P. Memoli da A. Perrucci, Regia di Peppe Barra (2017)
- Lo strano caso del cane ucciso a Mezzanotte, di S. Stephens . Regia di Ferdinando Bruni e Elio de Capitani – Teatridhitalia (2018)
- Trieb _L’Indagine, – di Chiara Ameglio . Regia di Chiara Ameglio e Marco Bonadei – Fattoria Vittadini (2018)
- Sogno di una notte di mezza estate, di W. Shakespeare . Regia di Elio de Capitani – Teatridhitalia (2018/16)
- In piedi nel caos, di Véronique Olmi . Regia di Elio de Capitàni – Teatridhitalia (2019)
- Moby Dick alla prova, di Orson Welles . Regia di Elio de Capitani – Teatridhitalia (2020)
- Nel Guscio, da Ian McEwan . Regia di Cristina Crippa (monologo) – Teatridhitalia (2021)
- Alla Greca, di Steven Berkoff . Regia di Elio de Capitani – Teatridhitalia (2022)
- Apple Banana, di Marco Bonadei e Aureliano Delisi, Regia collettiva de La variante umana (monologo) – Teatridhitalia, Fattoria Vittadini (2023)
- Io sono il vento, di Jon Fosse, regia di Marco Bonadei (2025)

### Regista
- Trieb _L’Indagine, – di Chiara Ameglio . Regia di Chiara Ameglio e Marco Bonadei – Fattoria Vittadini (2018)
- Apple Banana, di Marco Bonadei e Aureliano Delisi, Regia collettiva de La variante umana (monologo) – Teatridhitalia, Fattoria Vittadini (2023)[5]

## Riconoscimenti
- Premio Ubu come miglior attore under 30 (stagione 2010/11) con lo spettacolo The History Boys di Alan Bennett.[6]